# Літак АН-140 (срібна монета)
«Літа́к АН-140» — пам'ятна срібна монета номіналом 10 гривень, випущена Національним банком України, присвячена літаку нового покоління, який призначений для перевезення пасажирів або 6 тон вантажів. Його попередником є літак АН-24, який перебуває в експлуатації сорок років. Уперше літак АН-140 вийшов на авіалінії в 2002 році, він має високі технічні характеристики і серійно випускається на авіазаводі в Харкові.
Монету введено в обіг 26 квітня 2004 року. Вона належить до серії «Літаки України».

## Опис монети та характеристики
| Номінал грн. | Метал            | Маса, г      | Діаметр, мм | Якість виготовлення | Гурт     | Тираж, штук |
| ------------ | ---------------- | ------------ | ----------- | ------------------- | -------- | ----------- |
| 10           | срібло 925 проби | 31,1 / 33,62 | 38,6        | пруф                | рифлений | 10 000      |

### Аверс
На аверсі монети в центрі в намистовому колі зображено малий Державний Герб України в оточенні алегоричної композиції із сонця, стилізованого крила, птахів (праворуч) та зірок, що втілює мрію людства досягти космічних висот, та кругові написи: «УКРАЇНА», «2004», «10», «ГРИВЕНЬ», а також позначення металу та його проби — «Ag 925», вага в чистоті — «31,1»; та логотип Монетного двору Національного банку України.

### Реверс

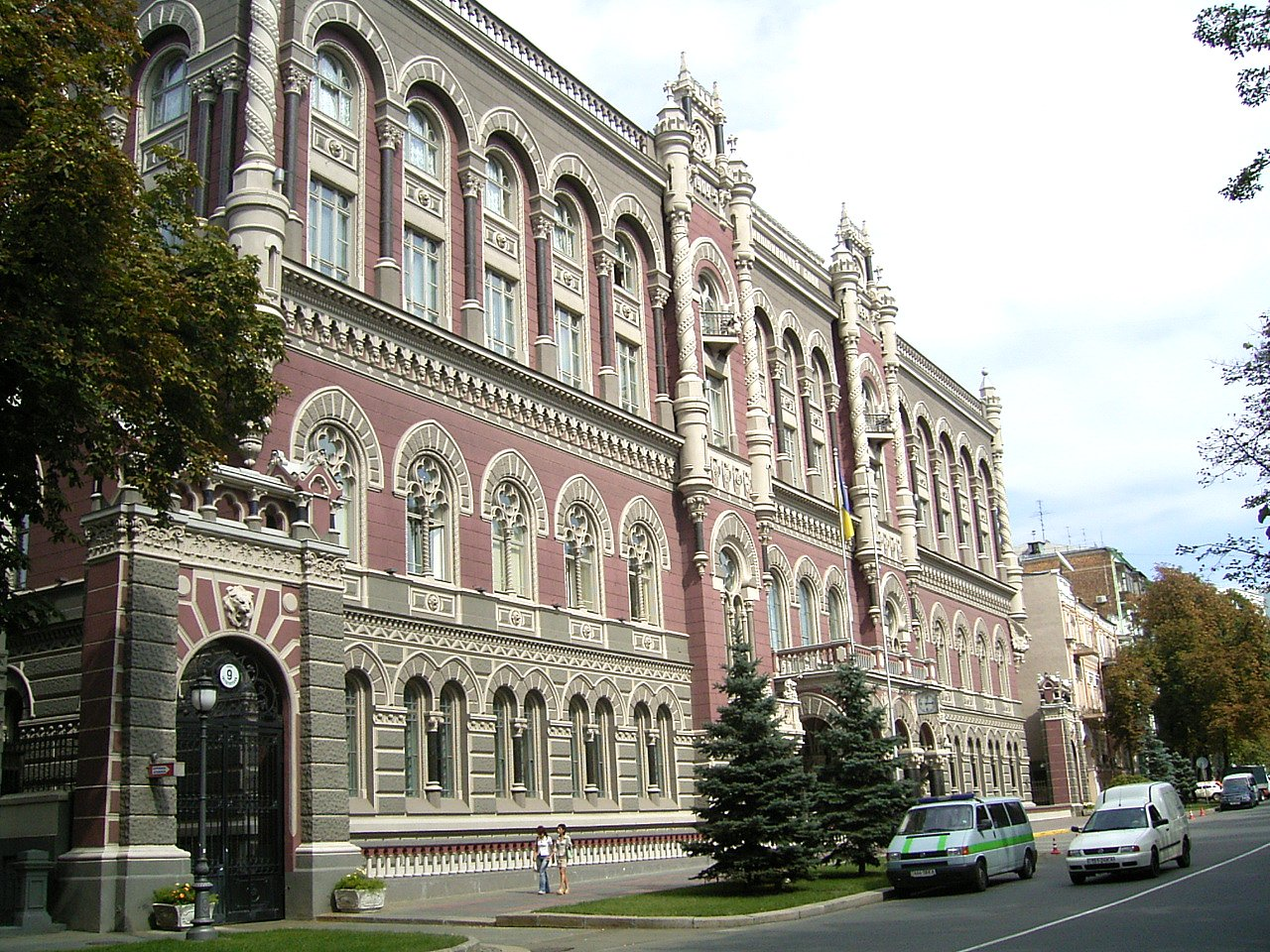
Будівля Національного банку України

На реверсі монети зображено літак АН-140 та між зовнішнім кантом монети і намистовим колом розміщено кругові написи: угорі — «ЛІТАКИ УКРАЇНИ»; унизу — «АН-140» та «AN-140», між якими розміщено логотип «АН».

## Автори
- Художник — Дем'яненко Володимир.
- Скульптор — Дем'яненко Володимир.

## Вартість монети
Ціна монети — 575 гривень була вказана на сайті Національного банку України в 2012 році.
Фактична приблизна вартість монети, з роками змінювалася так:
| Рік        | 2010 | 2011 | 2012 | 2013 | 2014  | 2015 | 2016  | 2017  | 2018  | 2019  | 2020  | 2021  | 2022  | 2023  | 2024  | 2025  |
| ---------- | ---- | ---- | ---- | ---- | ----- | ---- | ----- | ----- | ----- | ----- | ----- | ----- | ----- | ----- | ----- | ----- |
| Ціна, грн. | 720  | 720  | 800  | 900  | 1 100 | 840  | 1 900 | 1 900 | 1 500 | 1 500 | 1 450 | 1 450 | 2 000 | 4 400 | 6 000 | 6 000 |